# Afrikai odúhéja
Az afrikai odúhéja (Polyboroides typus) a madarak osztályának vágómadár-alakúak (Accipitriformes) rendjébe, ezen belül a vágómadárfélék (Accipitridae) családjába tartozó faj.

## Rendszerezése
A fajt Andrew Smith skót ornitológus írta le 1829-ben.

## Alfajai
- Polyboroides typus pectoralis Sharpe, 1903
- Polyboroides typus typus A. Smith, 1829[2]

## Előfordulása
Afrikában, a Szaharától délre nagyon elterjedt faj. Madagaszkár szigetén nem él, ott a közeli rokon madagaszkári odúhéja (Polyboroides radiatus) váltja fel. Természetes élőhelyei szubtrópusi és trópusi síkvidéki esőerdők, mérsékelt övi erdők, szavannák és cserjések, folyók és patakok környékén, valamint szántóföldek, ültetvények és városi régiók. Állandó, nem vonuló faj.

## Megjelenése
Testhossza 51–68 centiméter, szárnyfesztávolsága 118–152 centiméter; a hím testtömege 500–710 gramm, a tojóé pedig 580–820 gramm. Szárnyai feltűnően szélesek. Színezete szürke, szárnytollainak külső fele feketével pettyezett és az evezőtollak végei feketék. Farkának töve fekete, ezután egy széles fehér mező után szürke színű, majd végén ismét egy keskeny fehér csík látható. Hasa és alsó szárnyfedőtollai világos szürkék.
Arcán egy rózsaszínű vagy narancssárgás csupasz arcfolt látható. Fején egy felmereszthető tollkoszorú van.
Hosszú, sárga színű lábai a térdízületnél nagyon hajlékonyak.
A tojó és a hím csak méretében tér el egymástól, színezetük azonos. A fiatal egyedek tollazata barnás, arcuk szürke. Végső tollazatukat csak hároméves korukra érik el.
|  |  |

## Életmódja
Madarakkal, tojásokkal és fiókákkal, denevérekkel, mókusokkal, gyíkokkal, különböző ízeltlábúakkal és lárváikkal táplálkozik. Különösen hajlékony térdízülete segítségével - melynek köszönhetően nagy szögben tudja lábát behajlítani - ki tudja piszkálni zsákmányát a kisebb odúkból is. E tulajdonsága miatt kapta magyar nevét is.
Előszeretettel fosztogatja a szövőmadarak fára épített fészkeit is.
Alacsonyan repülve vagy a talajon sétálva szisztematikusan átfésül egy-egy területet zsákmány után kutatva.
A faodvakból kiszedi a nappali nyugalomba vonult denevéreket is.

## Szaporodása
Fészkét fák lombkoronájába építi. Fészke ágakból áll, belsejét száraz fűvel béleli ki. A tojó egy vagy kettő világosbarna, sötétbarnával pettyezett tojást rak le, melyeken 35-36 napig kotlik.
Eleinte a hím vadászik és a hazahordott zsákmányt a tojó osztja szét. Amint a fiókák eléggé megerősödtek és étvágyuk is megnőtt, a tojó is csatlakozik a hímhez a táplálékkeresésbe. A fiatal odúhéják 45-55 nappal a tojásból való kikelésük után válnak röpképessé, de ezután még egy ideig szüleikkel együtt élnek.

## Természetvédelmi helyzete
Az elterjedési területe rendkívül nagy, egyedszáma pedig stabil. A Természetvédelmi Világszövetség Vörös listáján nem fenyegetett fajként szerepel.

## Fordítás
- Ez a szócikk részben vagy egészben  a   Höhlenweihe című német Wikipédia-szócikk ezen változatának fordításán alapul.  Az eredeti cikk szerkesztőit annak laptörténete sorolja fel. Ez a jelzés csupán a megfogalmazás eredetét és a szerzői jogokat jelzi, nem szolgál a cikkben szereplő információk forrásmegjelöléseként.